# Lara Cosima Henckel von Donnersmarck
Maria Lara Cosima, Grafin Henckel von Donnersmarck (nacida el 17 de mayo de 2003), también conocida como Lara Cosima, es una modelo, socialité e influencer de redes sociales germano-estadounidense. En 2023, fue seleccionada para inaugurar el Le Bal des Débutantes en París, donde se presentó como debutante. Hizo su debut como modelo en 2024 en la Semana de la Moda de París.

## Primeros años y familia
Nació el 17 de mayo de 2003 en Florida. Sus padres son ambos alemanes: el director de cine, el conde Florian Henckel von Donnersmarck, y Christiane Asschenfeldt, abogada y primera directora ejecutiva internacional de Creative Commons. Creció principalmente en Los Ángeles, California.
Es miembro de la Casa de Henckel von Donnersmarck, una familia noble austrohúngara. Es nieta del conde Leo-Ferdinand Henckel von Donnersmarck, expresidente de la división alemana de la Soberana Orden Militar de Malta, y de la condesa Anna-Maria von Berg, activista política de izquierda. Su tío abuelo, el conde Gregor Henckel Donnersmarck, es sacerdote católico y abad emérito de la abadía de Heiligenkreuz. Su bisabuelo, el conde Friedrich-Carl Henckel von Donnersmarck, fue un filósofo escolástico y terrateniente polaco cuyo castillo, Schloss Romolkwitz, fue incendiado por el Ejército Soviético durante la huida y expulsión de los alemanes de Polonia durante y después de la Segunda Guerra Mundial. Es tataranieta del industrial, el conde Edwin Henckel von Donnersmarck.

## Carrera
Desde el otoño de 2022, ha estado estudiando diseño de moda en la Parsons School of Design en Manhattan. Pasó dos veranos consecutivos haciendo pasantías en la división de alta costura de Dior en París. Mientras estaba en París, también se inscribió en la École supérieure des arts et technique de la mode o ESMOD, una escuela privada de moda fundada en París en 1841. Acumuló cientos de miles de seguidores en TikTok e Instagram al crear ediciones de su vida estudiantil en Nueva York y París y al publicar videos «GRWM» en París. En diciembre de 2023, sus vídeos habían sido vistos más de 100 millones de veces. Recibió tanto admiración como críticas en línea por sus videos, que mostraban una lujosa vida parisina, y algunos espectadores la acusaron de ser una «nepo baby». En 2023 y 2024, circularon acusaciones falsas en las plataformas de redes sociales de que la familia de Henckel von Donnersmarck había ayudado a los nazis durante la Segunda Guerra Mundial.
En noviembre de 2023, fue presentada en sociedad en Le Bal des débutantes de París. Para la ocasión, lució un vestido de Jean-Paul Gaultier y la tiara floral de diamantes Couteulx diseñada por Guillot, confeccionada a partir de la colección de joyas del barón Jacques-Jean Le Couteulx y la baronesa Geneviève-Sophie Le Couteulx. Ella fue seleccionada para abrir el baile, bailando un vals con su padre. Fue escoltada oficialmente por el archiduque Károly Konstantin von Habsburg, hijo del archiduque Georg von Habsburg y la duquesa Eilika de Oldenburgo. El baile recaudó fondos para el Hôpital Necker-Enfants Malades y la World Central Kitchen.
En enero de 2024, desfiló en la Semana de la Moda de París.